# Kallahdenharju
Kallahdenharju (en finnois : Esker de Kallahti) est un esker situé à Kallahti, dans la partie orientale d'Helsinki en Finlande.

## Géographie
L'esker Kallahdenharju est né il y a 12 000 ans dans les eaux de fonte du glacier continental.
L'esker Kallahdenharju forme un isthme qui relie la péninsule Kallahdenniemi au continent.
L'esker continue dans la mer avec des bancs de sable sous-marins et un fond sablonneux.
Les points les plus élevés de la crête sous-marine sont maintenant des îles telles que Santinen et Iso Leikosaari.

## Protection
Kallahdenharju appartient à la réserve naturelle de Kallahdenharju depuis 1973.
Kallahdenharju est protégé et classé zone Natura 2000.

## Randonnées
L'esker Kallahdenharju est parcouru par la route Kallvikinniementie, qui mène à la plage située à la pointe de Kallahdenniemi.
Kallahdenharju a aussi un sentier de randonnée qui longe les rives et fait le tour de toute l'esker.
Une piste cyclable séparée par une clôture longe la route.

## Galerie

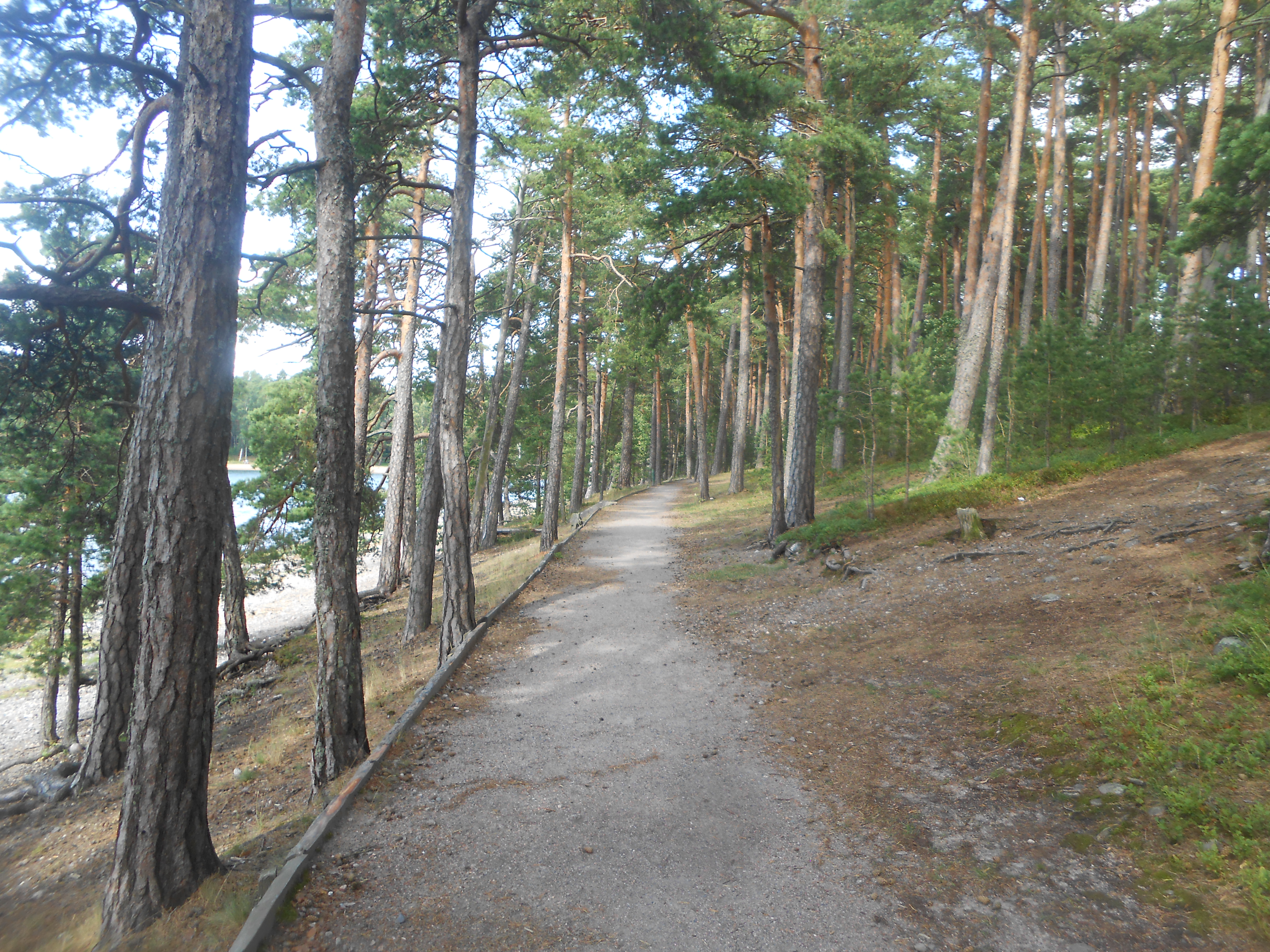
Sentier sur l'esker.
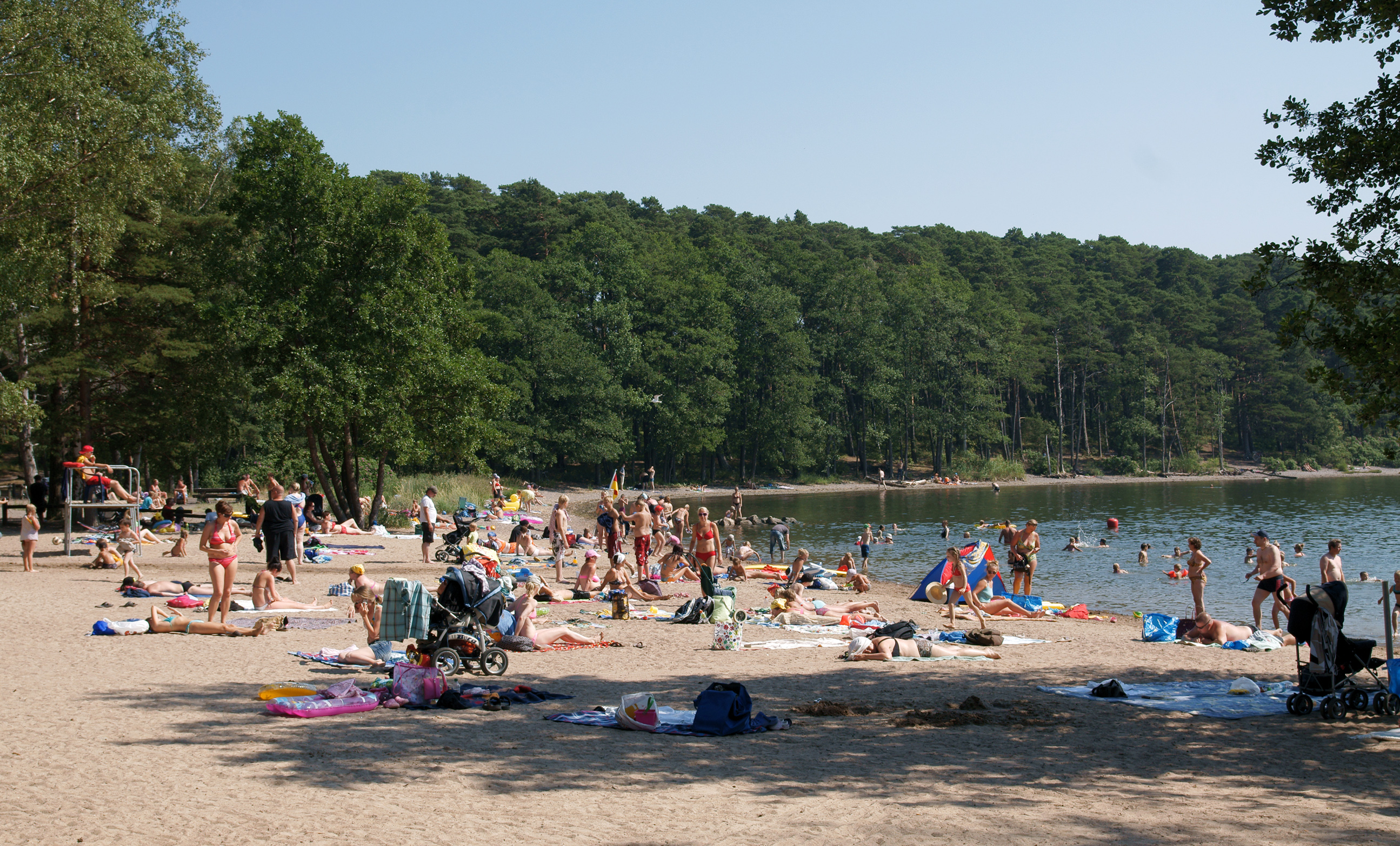
Plage et au fond le Kallahdenharju.
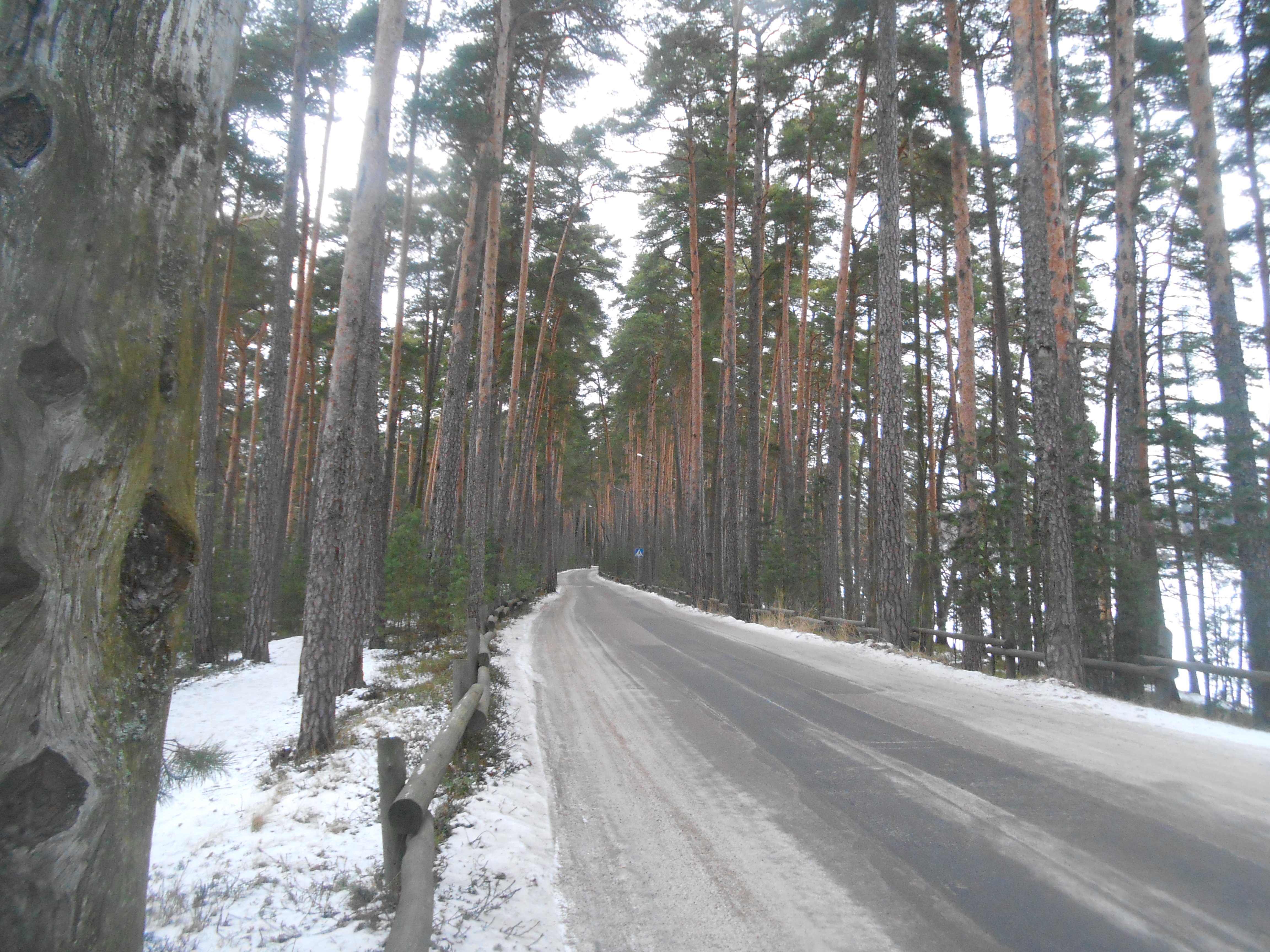
Kallvikinniementie.

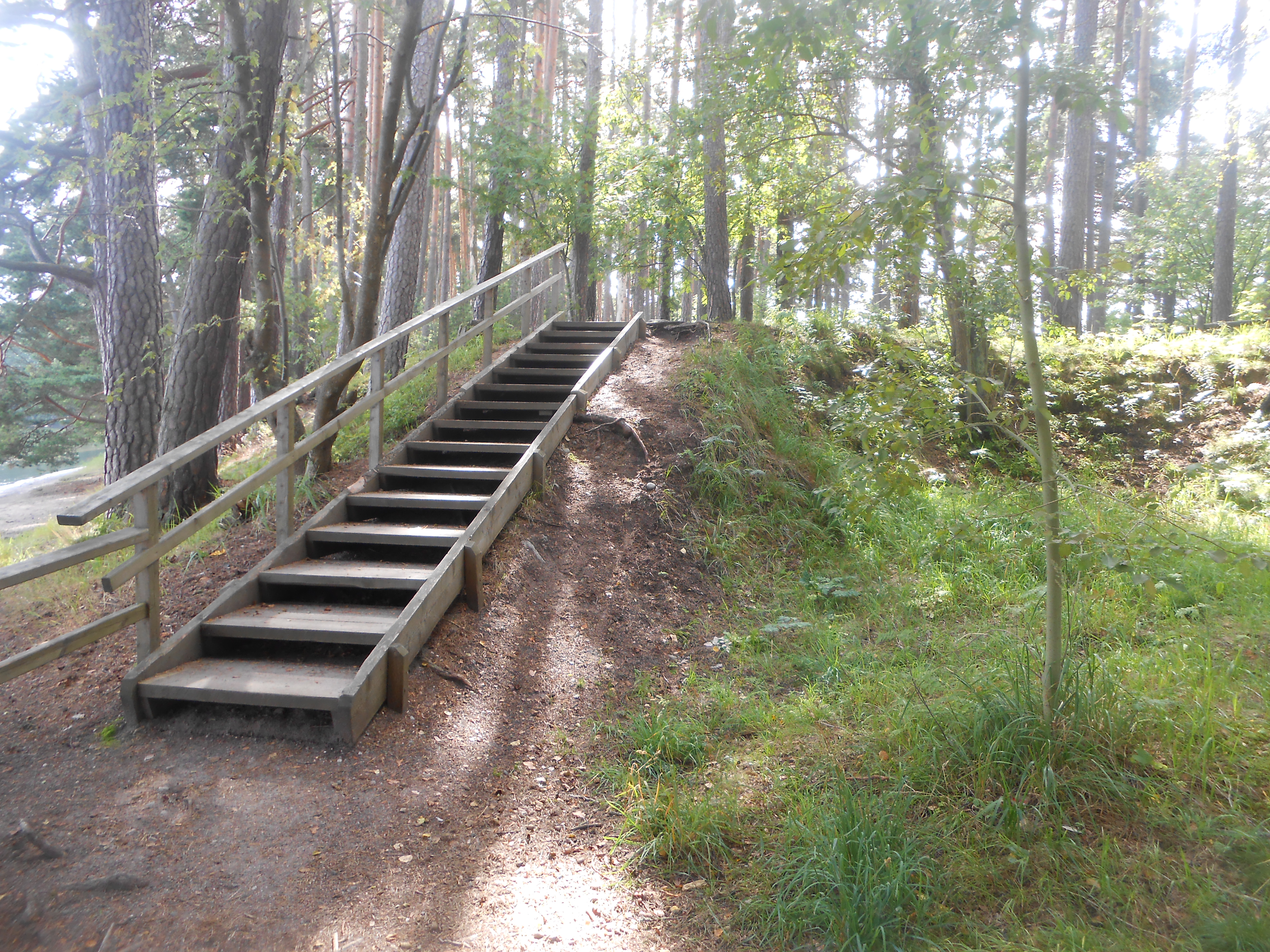
Escalier du sentier.
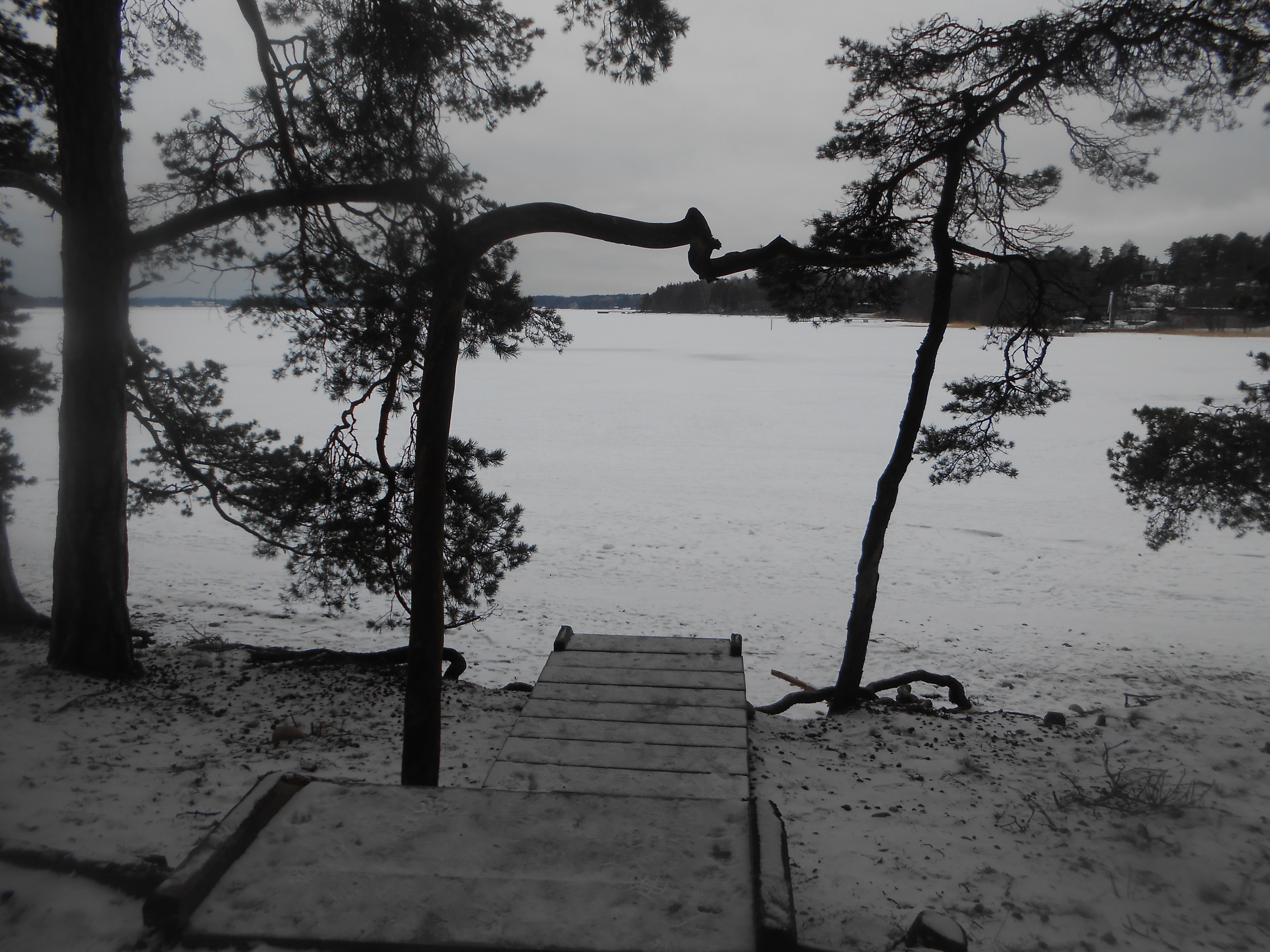
L'esker en direction de Ramsinranta.
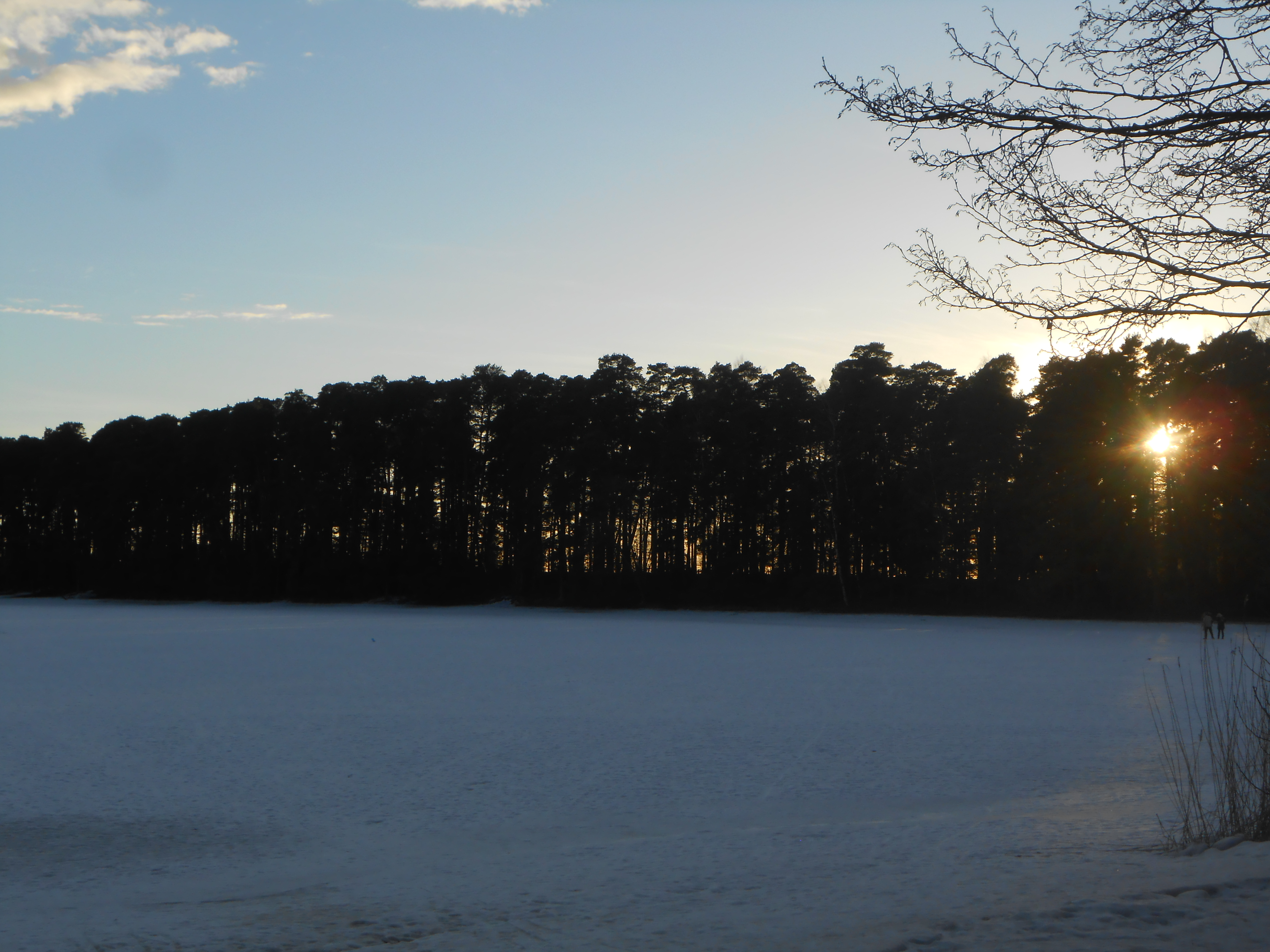
Kallahdenharju vu de Kallahti.